# Рижик лососевий
Рижик лососевий (Lactarius salmonicolor) — їстівний вид грибів роду хрящ-молочник (Lactarius). Гриб класифіковано у 1953 році.

## Опис
Шапка 4 — 12 см в діаметрі, м'ясиста. Поверхня шапки гладка, світло-оранжева, кольору лосося, ніколи не набуває зеленуватого відтінку.
Гіменофор пластинчастий. Пластинки густі, товсті.
Ніжка 2 — 8 см заввишки, 1 — 3 см в діаметрі, циліндрична, рівна, звужена до основи, жовто-оранжева, темно-оранжева.
М'якоть щільна, білувата, блідо-охряна, без зеленуватого відтінку, гіркувата на смак, з приємним фруктовим запахом. Молочний сік червоно-помаранчевий, морквяний, із злегка гіркуватим смаком.

## Поширення
В Україні зустрічається в Карпатах.

## Використання
Вживають вареним, смаженим, маринованим, соленим.